# 24369 Evanichols
24369 Evanichols este un asteroid din centura principală de asteroizi.

## Descriere
24369 Evanichols este un asteroid din centura principală de asteroizi. A fost descoperit pe 3 ianuarie 2000 la Socorro, New Mexico, în cadrul proiectului LINEAR. Asteroidul prezintă o orbită caracterizată de o semiaxă mare de 3,12 ua, o excentricitate de 0,09 și o înclinație de 6,3° în raport cu ecliptica.